# Miranda Lambert
Pour les articles homonymes, voir Lambert.
Miranda Leigh Lambert, née le 10 novembre 1983 à Longview au Texas, est une auteure-compositrice-interprète américaine de musique country, membre du groupe Pistol Annies aux côtés d'Ashley Monroe et Angaleena Presley. Elle fut finaliste de l'édition de 2003 de l'émission télévisée Nashville Star, diffusé sur USA Network.
Lambert a remporté plus de prix de l'Academy of Country Music que n'importe quel autre artiste de l'histoire et a été désignée par le Chicago Tribune comme la « plus grande artiste de musique country de tous les temps » en 2019.

## Biographie

### Jeunesse
Miranda Leigh Lambert est née le 10 novembre 1983 de Rick et Bev (née Hughes) Lambert à Longview, au Texas et a grandi à Lindale. Elle porte le nom de son arrière-grand-mère, Lucy Miranda. Elle a un frère cadet.
Dès son plus jeune âge, elle montra un intérêt pour la musique country et notamment après avoir assisté à un concert de Garth Brooks. Elle commença alors elle aussi à chanter dans des concours, épaulée par son père, lui aussi grand amateur de musique country.
À l’âge de 16 ans, Lambert fit une apparition dans le Johny High Country Music Review à Arlington (le même show qui a lancé la carrière de la chanteuse LeAnn Rimes). Elle prit des cours de guitare donnés par son père et commença à écrire ses propres chansons.
Lambert commença sa carrière professionnelle de chanteuse alors qu'elle était encore au lycée. À Longview, elle fit partie du house band du Reo Palm Isle Ballroom, sur une scène qui avait déjà vu passer d'aussi grands artistes que Willie Nelson et Elvis Presley.

### Début de carrière
En 2003, Lambert passa les auditions pour le concours Nashville Star, où elle termina troisième. Le 15 septembre 2003, elle signa avec Columbia Records. Son premier simple, Me and Charlie Talking (co-écrit avec son père), sortit à l’été 2004 et fut le titre phare de son premier album Kerosene qui comprend 12 chansons, dont 11 où elle a participé à l’écriture.
L’album se plaça numéro un au classement des meilleurs albums de musique country et devint disque de platine pour avoir dépassé le million de copies vendues à travers les États-Unis.

### Deuxième album
Le 1er mai 2007, Lambert lance son deuxième album, intitulé Crazy Ex-Girlfriend. Elle est l’auteure de huit des 11 chansons présentes sur l'album, dont le simple Famous in a Small Town.
En 2005, à l'occasion de la 40e édition du gala de l’Academy of Country Music à Las Vegas, elle a remporté le prix « Fresh Face of Country Music » de CoverGirl. La même année, elle a également été nommée pour le prix Horizon de la Country Music Association.
En 2007, elle fut récompensée d’un Grammy Award, nommée dans la catégorie de meilleure performance d’une chanteuse de musique country pour son simple Kerosene, ainsi que le prix de « Best New Female » désigné par l'Academy of Country Music.
En 2008, Crazy Ex-Girlfriend a remporté le prix de l'album de l'année au gala de l'Academy of Country Music.

## Vie privée
En 2006, Lambert a commencé à fréquenter le chanteur Blake Shelton. Ils se sont fiancés en mai 2010, et se sont mariés le 14 mai 2011 au Don Strange Ranch à Boerne, au Texas. Le 20 juillet 2015, le couple a annoncé qu'il divorçait après quatre ans de mariage,.
Le 16 février 2019, Lambert a annoncé sur les médias sociaux qu'elle avait épousé Brendan McLoughlin, agent de la New York City Police Department, le 26 janvier 2019, dans le Davidson, au Tennessee,,.
Lambert a neuf tatouages de divers objets et symboles, dont le mot « tumbleweed » (virevoltant). En octobre 2018, elle a ajouté un tatouage de reine de cœur sur son avant-bras.

## Discographie

### Albums studio
| Année | Album                     | Top Country Albums | Billboard Top 200 | Certification RIAA |
| ----- | ------------------------- | ------------------ | ----------------- | ------------------ |
| 2005  | Kerosene                  | 1                  | 18                | Disque de platine  |
| 2007  | Crazy Ex-Girlfriend (en)  | 1                  | 6                 | Disque de platine  |
| 2009  | Revolution                | 1                  | 8                 | Disque de platine  |
| 2011  | Four the Record           | 1                  | 3                 | Disque de platine  |
| 2014  | Platinum                  | 1                  | 1                 | Disque de platine  |
| 2016  | The Weight of These Wings | 1                  | 3                 | Disque de platine  |
| 2019  | Wildcard                  |                    |                   |                    |
| 2022  | Palomino                  |                    |                   |                    |
| 2024  | Postcards from Texas      |                    |                   |                    |

Avec Pistol Annies
- Hell on Heels (2011)
- Annie Up (2013)
- Interstate Gospel (2018)
- Hell of a Holiday (2021)

Albums collaboratifs
- The Marfa Tapes (avec Jack Ingram et Jon Randall) (2021)

### Simples
| 2005                                          | "Me and Charlie Talking"  | 27 | —  | Kerosene            |
| 2005                                          | "Bring Me Down"           | 32 | —  | Kerosene            |
| 2005                                          | "Kerosene"                | 15 | 61 | Kerosene            |
| 2006                                          | "New Strings"             | 25 | —  | Kerosene            |
| 2006                                          | "Crazy Ex-Girlfriend"     | 50 | —  | Crazy Ex-Girlfriend |
| 2007                                          | "Famous in a Small Town"  | 14 | 87 | Crazy Ex-Girlfriend |
| 2008                                          | "Gunpowder and Lead"      | 7  | 52 | Crazy Ex-Girlfriend |
| 2008                                          | "More Like Her"           | 17 | 90 | Crazy Ex-Girlfriend |
| 2009                                          | "Dead Flowers"            | 37 | —  | Revolution          |
| 2009                                          | "White Liar"              | 2  | 38 | Revolution          |
| 2010                                          | "The House That Built Me" | 1  | 28 | Revolution          |
| 2010                                          | "Only Prettier"           | 12 | 61 | Revolution          |
| 2011                                          | "Heart Like Mine"         | 3  | 44 | Revolution          |
| "—" signifie que le titre ne s'est pas classé |                           |    |    |                     |

## Filmographie

### Télévision
- 2012 : New York, unité spéciale (saison 13, épisode 13) : Lacey Ford

## Récompenses
| Année | Prix                      | Catégorie                                                              |
| ----- | ------------------------- | ---------------------------------------------------------------------- |
| 2005  | Country Music Association | Horizon Award - Female (Nommée)                                        |
| 2007  | Grammy Awards             | "Best Female Country Vocal Performance" - "Kerosene" (Nommée)          |
| 2007  | Academy of Country Music" | "Best New Female Artist (Gagné) "Female Vocalist of the Year" (Nommée) |
| 2007  | Country Music Association | "Female Vocalist of the Year" (Nommée)                                 |